# De Boomgaardschuur
De Boomgaardschuur, oorspronkelijk Het huis aan de Kweek, is een pachtboerderij aan de Biltseweg 31 in Soest. Tot 1999 lag de boerderij binnen de kadastrale grenzen van Baarn.
De hooischuur met varkensstal en wagenloods en andere bijgebouwen zijn later bijgebouwd. Het stalgedeelte achter de woning is iets lager dan het huis. De vensters aan de voorzijde hebben luiken die zijn geschilderd in de kleuren van het landgoed Pijnenburg: wit, rood en groen.